# GG Большой Медведицы
GG Большой Медведицы (лат. GG Ursae Majoris), HD 79781 — одиночная переменная звезда в созвездии Большой Медведицы на расстоянии приблизительно 888 световых лет (около 272 парсеков) от Солнца. Видимая звёздная величина звезды — от +8,72m до +8,66m.

## Характеристики
GG Большой Медведицы — жёлто-белая пульсирующая переменная звезда типа Дельты Щита (DSCTC:) спектрального класса F5. Эффективная температура — около 6749 К.